# Narrnålskinn
Narrnålskinn (Tubulicrinis propinquus) är en svampart som först beskrevs av Bourdot & Galzin, och fick sitt nu gällande namn av Donk 1956. Narrnålskinn ingår i släktet stiftskinn och familjen Tubulicrinaceae.  Arten är reproducerande i Sverige. Inga underarter finns listade i Catalogue of Life.